# 命理師

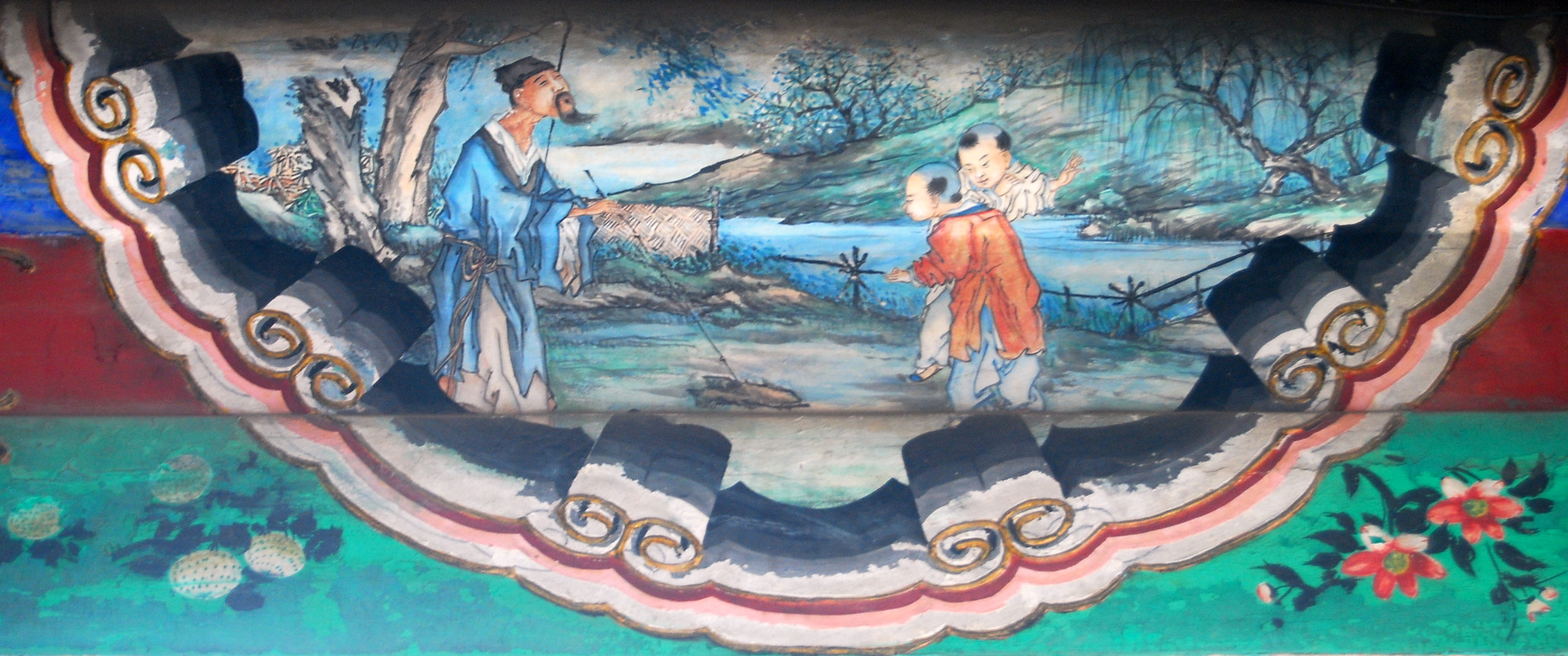
颐和园长廊彩绘中的算命先生

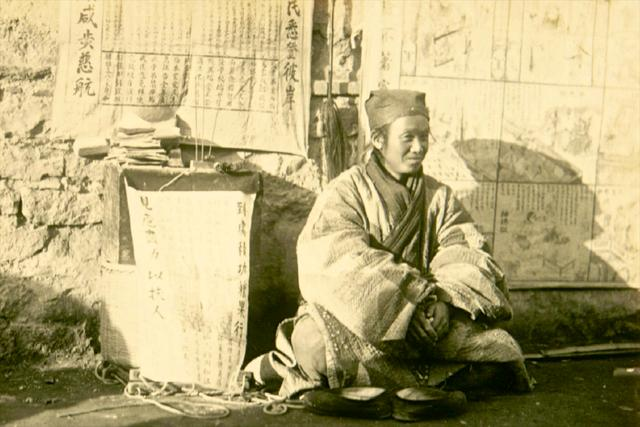
20世纪初济南的一位算命先生

命理師，即民間所稱的算命先生、半仙等，是利用術數來算命的古老職業。其刻版印象多為打著鐵口直斷的旗幟、掐指一算、留著八字鬚。除算命外，命理師一般對其他傳統術數也有涉獵，因此有不少兼任風水師。現代有些命理師甚至有涉獵其他地區的占卜術如西洋占星術、塔羅牌等。

## 形象轉變
在台灣，西元2000年以前政風較為保守，命理風水被官方視為怪力亂神，因此命理師形象往往成為綜藝節目中串場的搞笑形象；而也常於新聞報章上看到神棍以改運等誘因行騙財騙色之時，因而降低命理師的公眾形象，並有諸多關於命理師職業的傳言，例如：妻財子祿必有一破。
但在西元2000年以後，傳媒尺度大開，許多命理節目風行，如：開運鑑定團、命運好好玩，造成命理正當地風行。
藉由網路時代來臨，算命逐漸上網公開，加上媒體包裝，命理師被包裝成藝人一類。
在時代巨變中，許多古老職業的社會地位逐漸反轉。例如：藝人在過去並非中高社經地位族群，現代則為熱門職業，命理師也有此現象。